# João Xavier Neves
João Carlos Xavier Neves (São José, 10 de março de 1845 — Palhoça, 17 de maio de 1884) foi um político brasileiro.
Foi deputado à Assembleia Legislativa Provincial de Santa Catarina na 25ª legislatura (1884 — 1885).